# Kazuhiro Mori (piłkarz)
Kazuhiro Mori (jap. 森 一紘 Mori Kazuhiro; ur. 17 kwietnia 1981) – japoński piłkarz występujący na pozycji pomocnika.

## Kariera klubowa
Od 2000 do 2007 roku występował w klubach Vissel Kobe, Rosso Kumamoto i Banditonce Kobe.